# Jerzy Patan
Jerzy Patan (ur. 17 stycznia 1939 w Poznaniu, zm. 21 stycznia 2016 w Kołobrzegu) – polski dziennikarz, fotoreporter oraz wydawca.

## Życie i działalność
Był absolwentem studiów dziennikarskich na Uniwersytecie Warszawskim. Od połowy lat 60 do końca lat 90–XX związany był z „Głosem Koszalińskim” oraz „Głosem Pomorza”. W okresie przemian demokratycznych pracował jako fotoreporter w Niemczech dokumentując między innymi upadek muru berlińskiego. Laureat Ogólnopolskiego Konkursu Fotografii Prasowej z 1984 roku. Twórca Agencji Wydawniczej Patan-Press oraz Galerii Dokumentu i Fotografii Kołobrzegu. Był wydawcą albumów fotograficznych ze zdjęciami dawnego Kołobrzegu oraz przewodników miejskich. Za zasługi dla Kołobrzegu został uhonorowany statuetką Konika Kołobrzeskiego. Zmarł 21 stycznia 2016 roku. Pochowany na cmentarzu komunalnym w Kołobrzegu.